# Tag der offenen Tür der Bundesregierung

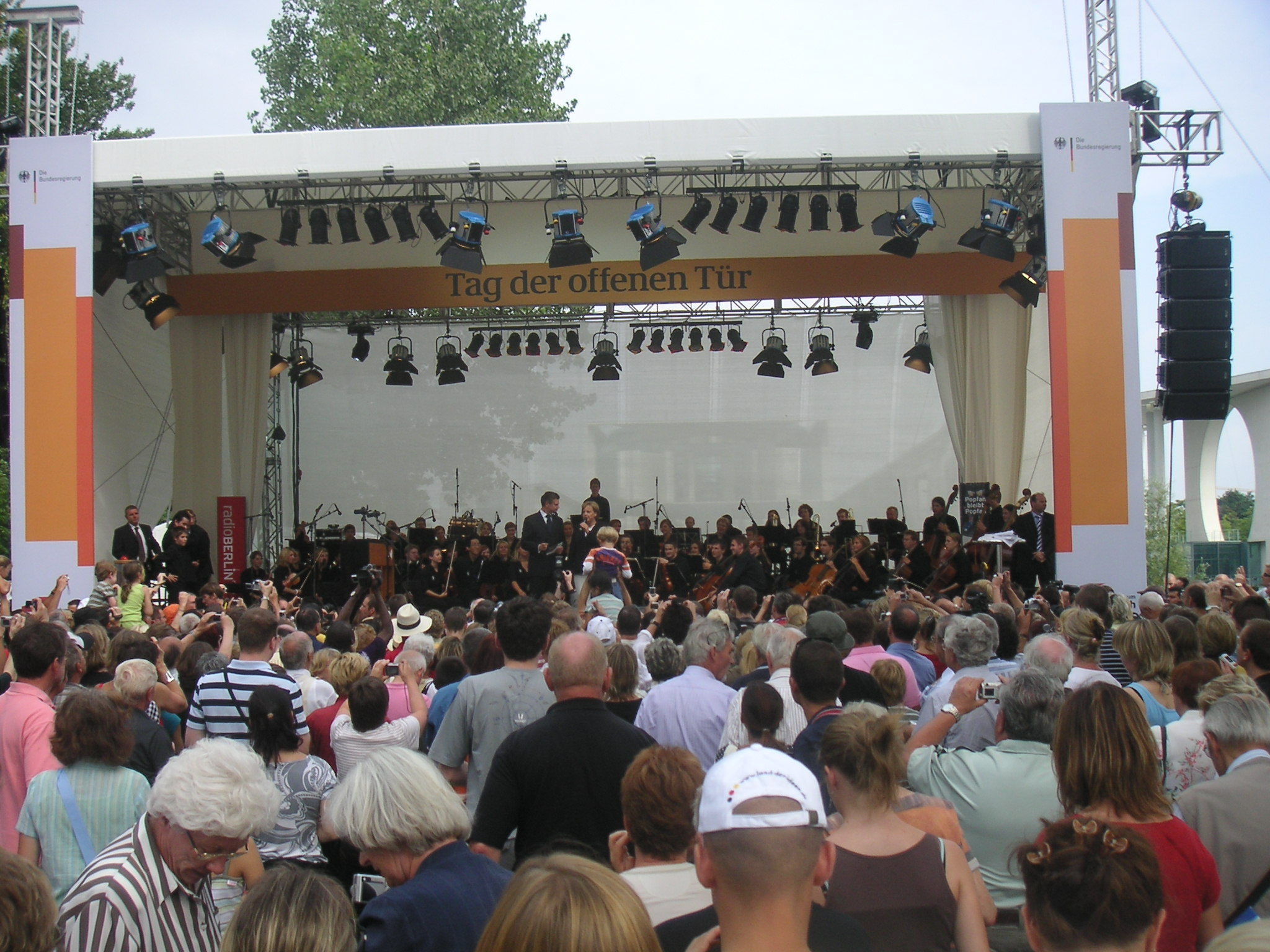
Angela Merkel beim Tag der offenen Tür im Bundeskanzleramt 2007

Der Tag der offenen Tür der Bundesregierung mit dem Untertitel „Einladung zum Staatsbesuch“ ist eine Veranstaltung, die seit 1999 jedes Jahr an einem Sommerwochenende in Berlin stattfindet. Zum letzten Mal wurde er am Samstag und Sonntag, 19. und 20. August 2023 veranstaltet. Der nächste findet vom 23. bis 24. August 2025 statt.
Bei dieser Veranstaltung können das Bundeskanzleramt, das Presse- und Informationsamt der Bundesregierung (kurz: Bundespresseamt) sowie fast alle Bundesministerien besichtigt werden. Beim Blick in die Büros von Referenten und Ministern soll ein Eindruck vom Arbeitsalltag der Politik gewonnen werden.
Beispielsweise gab es unter den Ministerien folgende Angebote:
- Im „Diplomatischen Klassenzimmer“ des Auswärtigen Amtes werden Besucher „in 15 Minuten zum Diplomaten ausgebildet“.
- Im Bundesministerium für Verkehr, Bau und Stadtentwicklung beantworten Experten Fragen zu den Themen Verkehr, Bauen und Wohnen.
- Die Bundeswehr zeigt Waffensysteme und bietet Gespräche zu ihren Konzepten.
- Im Bundesministerium für Bildung und Forschung können die Besucher experimentieren.

Im Jahr 2023 verzeichnete die Veranstaltung 104.000 Besucher.